# 郭在九
郭 在九（クァク・チェグ、朝鮮語: 곽재구、1954年 - ）は、大韓民国の小説家。順天大学文芸創作学科教授。彼の作品には、暴力的な世界に対する単純な憤怒や悲しみを超えて、人間本来の純粋性や愛を回復させようという試みがみられる。

## 略歴
1954年全羅南道光州市(現在光州広域市)で生まれる。全南大学校国文科を卒業。1981中央日報「新春文芸」に詩『韓国の恋人たち(한국의 연인들)』が当選し、文壇にデビューした。
その後、「五月詩」の同人として活動しながら、「五月詩」3集に『恋しい南側』を発表した。
詩集には、『沙平駅で(사평역에서)』(1983)、『前場浦アリラン(전장포 아리랑)』(1985)、『韓国の恋人たち(한국의 연인들)』(1986)、『ソウル、セノヤ(서울 세노야)』(1990)、『本当に澄んだ水の流れ(참 맑은 물살)』(1995)、『花よりも先に心が動いた(꽃보다 먼저 마음을 주었네)』(1999)などがある。彼の詩は、土着的な情緒を土台にして愛や恋しさを詠っている。
初期の詩の世界は、現実社会の巨大な暴力に対する憤怒やその暴力下で苦痛を受ける民衆に対する愛を追求していた。『ソウル、セノヤ』以降は、暴力的な社会に対する単純な憤りや悲しみを越えて、人間本来の純粋性や愛を回復しようとする試みが現れている。

## 作品
詩集
- 『沙平駅で(사평역에서)』(創批、1983)
- 『前場浦アリラン(전장포 아리랑)』(民音社、1985)
- 『韓国の恋人たち(한국의 연인들)』(ジョンイェウォン、1986)
- 『ソウル、セノヤ(서울 세노야)』(文学と知性社、1990)
- 『本当に澄んだ水の流れ(참 맑은 물살)』(創批、1995)
- 『花よりも先に心が動いた(꽃보다 먼저 마음을 주었네)』(ヨルリムウォン、1999)